# 矢内景子
矢内 景子（やない けいこ、1988年7月17日 - ）は、日本のシンガーソングライター、作曲家、作詞家。

## 略歴・人物
3歳の頃からヴァイオリンを始める。1999年にイギリスに移り住み、BBC National Children's Orchestraやコーラス隊などに参加する。帰国後、慶應義塾湘南藤沢高等部に入学し、バンド活動を始める。担当はボーカル、ヴァイオリン。その後慶應義塾大学経済学部に進み、2009年よりやないけいことしてソロ活動を始める。
2016年9月、ワーナーミュージック・ジャパンよりメジャーデビュー。SHADOW OF LAFFANDOR ラファンドール国物語の原作・音楽を手掛ける。
2020年には、日本コロムビアよりソロ名義「矢内景子」としてデビュー。

## 主な作品

### SHADOW OF LAFFANDOR ラファンドール国物語
- 『約束』（作詞・作曲）
- 『魔法の鍵』（作詞・作曲）
- 『ひとつだけ』（作詞・作曲）
- 『Deep Down』（作詞・作曲）
- 『霧の世界』（作詞・作曲）
- 『RISE』（作詞・作曲）
- 『囚われた光』（作詞・作曲）
  - テレビ番組「SHADOW OF LAFFANDOR ラファンドール国物語 〜FANTASY PICTURE STORY〜」OP主題歌。歌はリエン役の花江夏樹。

### 提供作品
- 超速変形ジャイロゼッター
  - 「Love Drive!」（作詞：矢内景子 作曲：佐藤直紀 歌：りんね（CV：井口裕香）、あいる（CV：小松未可子）＆せな（CV：小早川千明））
- 白猫プロジェクト
  - 「校歌斉唱！私立茶熊学園」（作詞・作曲：矢内景子 歌：ヴィルフリート（CV：子安武人）、ザック（CV：中島ヨシキ）、クライヴ（CV：三浦勝之）、カムイ学長・ソウマ（CV：岸尾だいすけ）、ミラ（CV：下田屋有依）、フラン（CV：小岩井ことり）、カモメ（CV：本多陽子）、ソフィ（CV：本泉莉奈））
  - 「新入生歓迎！私立茶熊学園」赤盤・青盤（作詞・作曲）
  - 「私立茶熊学園ベストアルバム」（作詞・作曲）
- マジカルデイズ
  - 「We are the Brats!」（作詞・作曲：矢内景子 歌：レオン（CV：江口拓也））
- ちるらん にぶんの壱
  - キャラソンCDミニアルバム（作詞・作曲：矢内景子 歌：土方歳三（CV:鈴木達央）、永倉新八（CV:梅原裕一郎）、斉藤一（CV:木村良平）、沖田総司（CV:代永翼、原田左之助（CV:蒼井翔太））

- PUFFY
  - 「FANTASY THEATER」（作詞・作曲：矢内景子）
- スターオーシャン1 -First Departure R-
  - 「新しい一歩」（作詞・作曲：矢内景子 歌：Shadow of Laffandor feat. U）
- スターオーシャン:アナムネシス
  - 「光舞う場所」（作詞・作曲：矢内景子 歌：Shadow of Laffandor）
  - 「Vanishment」（作詞・作曲：矢内景子 歌：Shadow of Laffandor）
  - 「LOVE CONNECTION」（作詞・作曲：矢内景子 歌：ソフィア・エスティード（CV:榎本温子））
  - 「Presence of mine」（作詞・作曲：矢内景子 歌：カーリン・ケイソン（CV：赤﨑千夏））
  - 「Over the Nights」（作詞・作曲：矢内景子 歌：ティカ・ブランシュ（CV：悠木碧））
- 日髙のり子
  - 「ドラマ」（作詞・作曲：矢内景子）
- Banana Fritters（日髙のり子、山寺宏一、関俊彦）
  - 「恋するバナナーナ」（作詞・作曲：矢内景子）（「たべごろ！スーパーモンキーボール」テーマソング）
  - 「ハローバナナ!!」（作詞・作曲：矢内景子）（「たべごろ！スーパーモンキーボール 1&2リメイク」テーマソング）
- 『ドラゴンクエスト ダイの大冒険 -魂の絆-』主題歌「RISE」（作詞：矢内景子 作曲：林ゆうき 歌：RICO（菅原りこ）

### その他
- ゲーム「サンリオキャラクターズ ファンタジーシアター」（作曲）
- 「モンスターストライク オーケストラコンサート」（編曲・出演）